# Province de Québec (1763-1791)
Cet article concerne la colonie britannique du XVIIIe siècle. Pour la province canadienne, voir Québec.
7 octobre 1763 – 26 décembre 1791
(28 ans, 2 mois et 19 jours)
Entités précédentes :
- Canada (Nouvelle-France)
- Vallée de l'Ohio (1774)

Entités suivantes :
- Haut-Canada
- Bas-Canada
- Territoire du Nord-Ouest (1783)

La Province de Québec (en anglais : Province of Quebec) était une colonie de l'Amérique du Nord britannique créée par la Grande-Bretagne à la suite de la guerre de Sept Ans (guerre de la Conquête en Amérique). Elle voit formellement le jour par la Proclamation royale du 7 octobre 1763. La province comprenait la partie de la Nouvelle-France appelée le Canada. À l'origine, sa population était majoritairement française et catholique.
Le gouverneur sera aidé du Conseil de Québec (ou Conseil du gouverneur) cumulant les pouvoirs exécutif, législatif et judiciaire. Les conseillers et toutes personnes souhaitant occuper un poste dans l'administration ou être membres d’un jury doivent prêter le serment du Test qui nie l'autorité du pape.
En 1774, l’Acte de Québec légalise le libre exercice de la religion catholique romaine, remplace le serment du Test par un serment au roi, permettant aux catholiques de devenir conseillers législatifs et juges, légalise l'usage des lois civiles françaises dans l'appareil de justice de la colonie et maintient le régime seigneurial. Cet acte redéfinit les frontières de la colonie, qui sont agrandies jusqu'au bassin hydrographique des Grands Lacs. L'Acte de Québec établit par ailleurs un Conseil législatif pour légiférer dans la Province de Québec. Au cours de cette période, la province voit arriver des milliers de loyalistes à la suite de l’indépendance des États-Unis.
Elle est finalement divisée en deux provinces par l'Acte constitutionnel de 1791 : le Bas-Canada et le Haut-Canada. Cet acte instaure une assemblée législative élue. Les premières élections ont lieu en 1792.

## Histoire

### Le début du Régime britannique

#### La Proclamation royale
Par le traité de Paris (1763), le roi de France Louis XV cédait le Canada à la Couronne britannique. La Proclamation royale entre en vigueur le 7 octobre 1763. Elle définit un territoire, nommé Province de Québec, qui se resserre le long du Saint-Laurent et administration. James Murray, gouverneur de Québec depuis le début du régime militaire, est nommé gouverneur en chef et capitaine général le 21 novembre 1763. Puis, le 10 août 1764, Londres établit un gouvernement civil dans sa nouvelle colonie. Comme le précise sa commission, le gouverneur peut convoquer une assemblée « aussitôt que les conditions et la situation » le permettront. Les autorités britanniques prévoyaient qu'une immigration massive d'anglophones ainsi que l'assimilation de la population d'origine allaient progressivement donner un caractère anglo-saxon à la nouvelle colonie. La Couronne britannique s'est donc ravisée et a préféré que ce soit le cas avant d'instaurer une telle institution dans une province française et catholique.

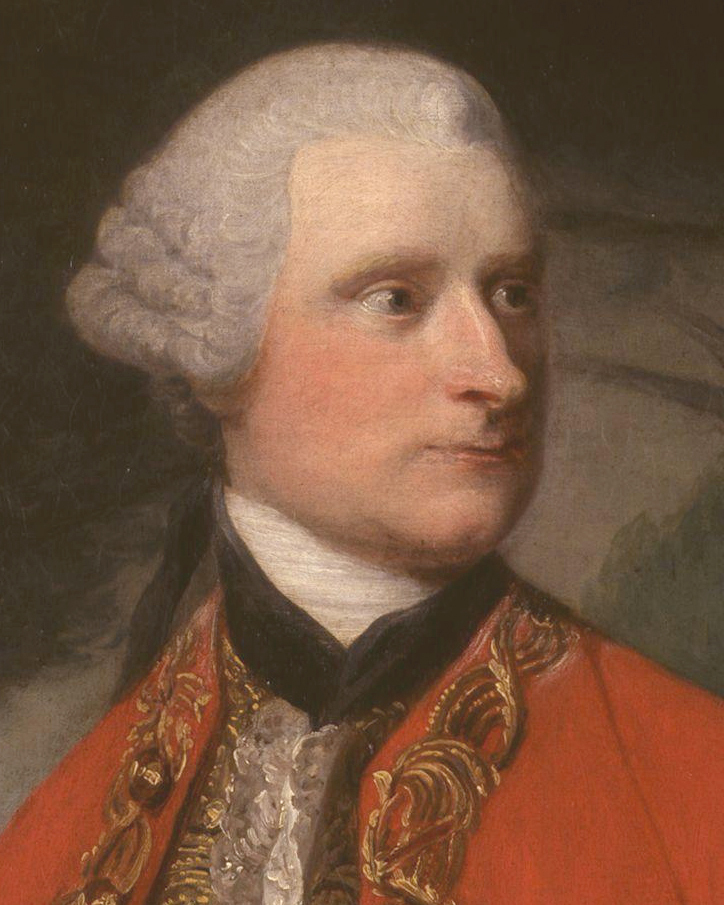
James Murray est gouverneur de la Province de Québec de 1764 à 1768.

Entre-temps, le gouverneur sera aidé d'un conseil cumulant les pouvoirs exécutif, législatif et judiciaire. Le 13 août 1764, la première séance du Conseil de Québec (ou Conseil du gouverneur) est ouverte. En plus de Murray, il comprend William Gregory, Paulus AEmilius Irving, Hector Theophilus Cramahé, Samuel Holland, Walter Murray, Adam Mabane, Thomas Dunn, François Mounier, James Goldfrap (à partir du 8 octobre), Benjamin Price (à partir du 31 octobre) et James Cuthbert (à partir du 14 juin 1766).
Les conseillers et toutes personnes qui souhaitent occuper un poste dans l'administration ou être membres d’un jury doivent prêter le serment du Test qui nie l'autorité du pape. Les catholiques sont donc exclus en apparence des postes administratifs.
Murray met ensuite en place un système de justice. Celui-ci sera composé de la Cour du banc du roi (lois anglaises), de la Cour des plaidoyers communs (lois françaises) et des cours des juges de paix. Il établit par ailleurs des baillis dans les paroisses et doit s'occuper d'une question d'importance pour les Canadiens, à savoir la vacance du siège épiscopal depuis 1760 (Henri Pontbriand est mort cette année-là).

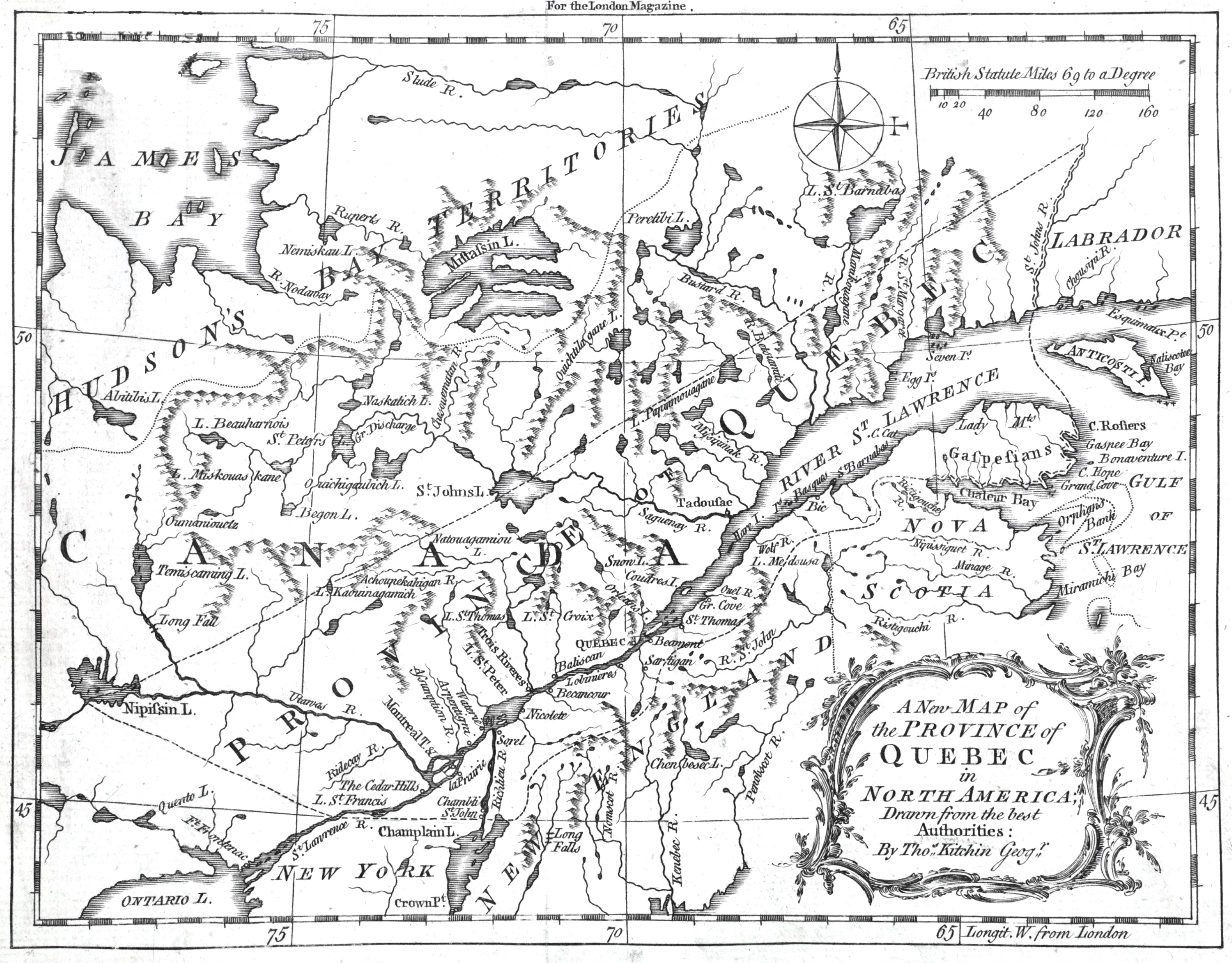
Carte de la province britannique de Québec. Thomas Kitchin, 1764.

Le gouverneur Murray affronte en plus les marchands britanniques récemment installés dans la colonie et insatisfaits de certaines décisions. L'absence d'un assemblée législative arrive en tête de liste de leurs récriminations. Les marchands n'hésitent pas à exposer leurs griefs et font circuler des pétitions pour demander son rappel. Murray est effectivement rappelé en Angleterre en 1766. Il quitte la colonie le 28 juin. Deux jours plus tard, le 30 juin, Paulus AEmilius Irving devient temporairement administrateur de la colonie.
Nommé lieutenant-gouverneur, Guy Carleton prend place au Conseil de Québec le 24 septembre 1766. Il nomme des conseillers le 28 novembre suivant : William Hey, Charles Stewart, Hector Theophilus Cramahé, James Goldfrap, Thomas Mills, Samuel Holland, Walter Murray, Thomas Dunn, François Mounier, Benjamin Price et James Cuthbert. Irving et Mabane sont quant à eux écartés du Conseil peu après.
Le 12 avril 1768, Guy Carleton est nommé officiellement gouverneur en chef. Ses appartements se trouvent au Château Saint-Louis. Il loue l'ancien palais épiscopal, situé sur la côte de la Montagne, pour les besoins du Conseil. François-Joseph Cugnet est nommé secrétaire français en 1768. La question de la pérennité des lois françaises dans une province anglaise préoccupe le nouveau gouverneur, qui décide de les faire inventorier par Cugnet.
En 1770, Carleton s'embarque pour Londres afin de participer à l'élaboration d'une nouvelle constitution pour la colonie. Il confie l'administration de la province à Hector Theophilus Cramahé. En décembre 1773, des pétitions demandent qu'une assemblée législative soit instaurée dans la Province de Québec. D'autres au contraire font savoir qu'ils n'en veulent pas. Carleton lui-même s'y oppose, craignant des conséquences similaires à ce qui est en train de se dessiner dans les Treize Colonies.

#### L'Acte de Québec

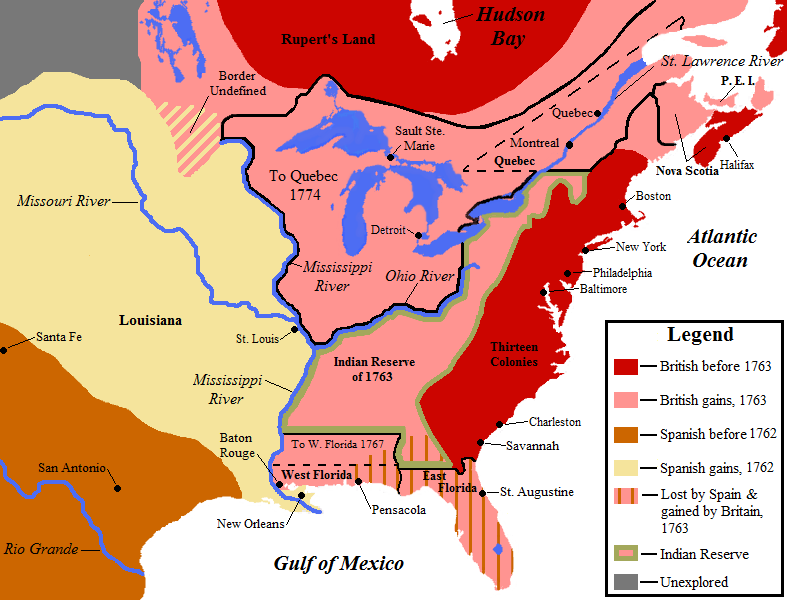
Evolution du territoire de la province de Québec de 1763 (ligne pointillé noire) à 1774 (continue noire), au sein de l'Amérique britannique.

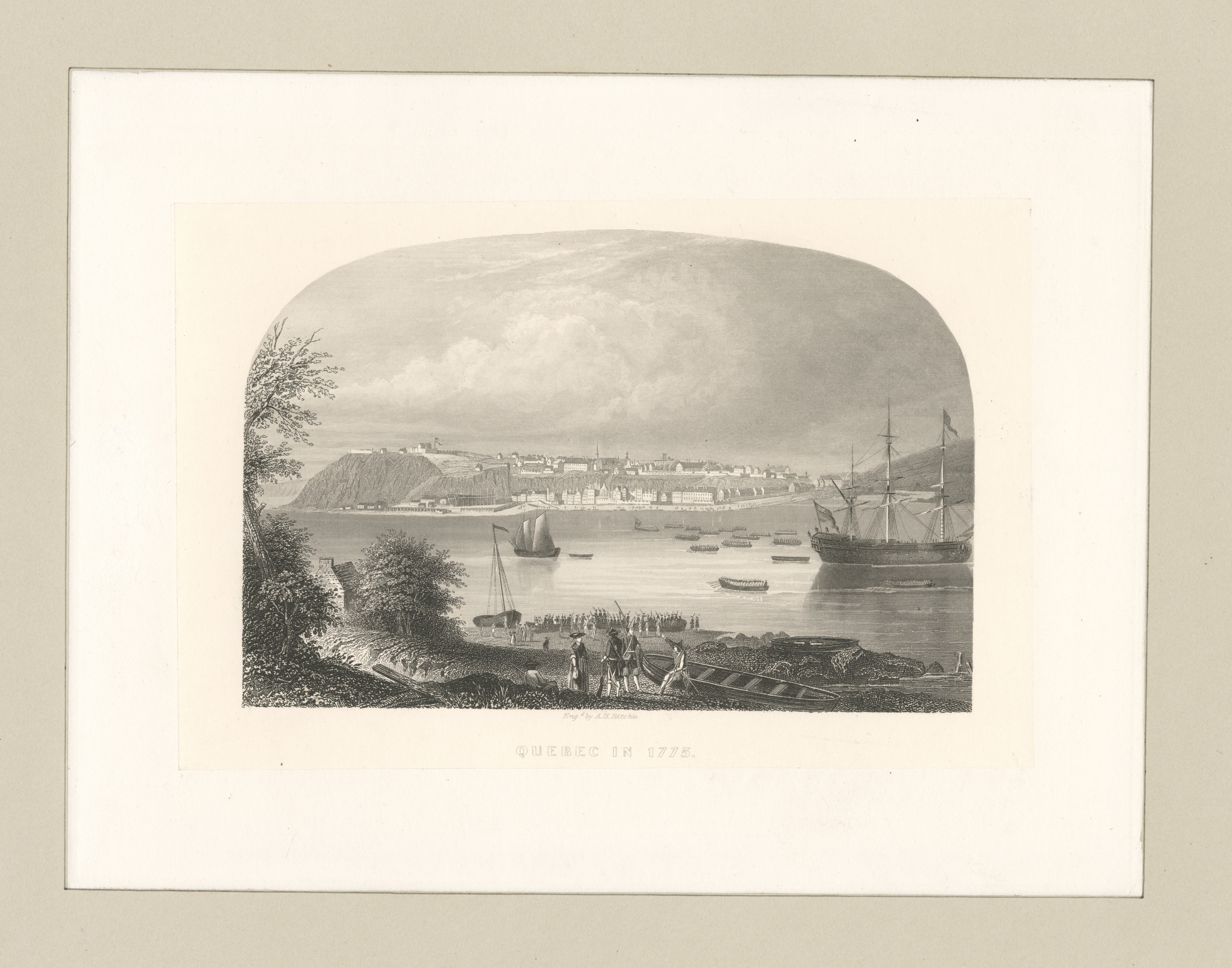
Québec en 1775.

Le 22 juin 1774, le parlement britannique adopte l'Acte de Québec (Quebec Act) qui légalise le libre exercice de la religion catholique romaine, remplace le serment du Test par un serment au roi, permettant aux catholiques de devenir conseillers législatifs et juges, légalise l'usage des lois civiles françaises dans l'appareil de justice de la colonie et maintient le régime seigneurial.
Cet acte redéfinit également les frontières de la colonie qui sont agrandies jusqu'au bassin hydrographique des Grands Lacs, et y inclut le territoire de l'Ohio et celui de l'Illinois, délimités par les Appalaches à l'est, la rivière Ohio au sud, le Mississippi à l'ouest, et la limite sud des terres de la Compagnie de la Baie d'Hudson (appelées Terre de Rupert) au nord.
L'Acte de Québec établit par ailleurs un Conseil législatif pour légiférer dans la Province de Québec. Comme les administrateurs craignent un retour des Français, ils souhaitent s'attacher les grandes familles de la noblesse et offrent à certains de ses membres des postes de pouvoir. Le 17 août, le gouverneur Guy Carleton ouvre la première séance du Conseil législatif, où siègent: William Hey, George Allsopp, Jean-Baptiste-Marie Blaise des Bergères de Rigauville, Gaspard-Joseph Chaussegros de Léry, John Collins, James Cuthbert, Colin Drummond, Thomas Dunn, Hugh Finlay, John Fraser, Conrad Gugy, Edward Harrison, Alexander Johnston, Luc de La Corne, François Lévesque, Adam Mabane, Claude-Pierre Pécaudy de Contrecœur, François-Marie Picoté de Belestre, George Pownall, Pierre-Roch de Saint-Ours d'Eschaillons et Charles-François Tarieu de Lanaudière.
Le gouverneur entretient des rapports cordiaux avec le clergé. Il s'intéresse au système judiciaire et veille à ce que des juges de paix catholiques soient nommés. Il développe enfin l'économie coloniale, particulièrement des produits comme le chanvre, le lin et la potasse.

### L'invasion américaine

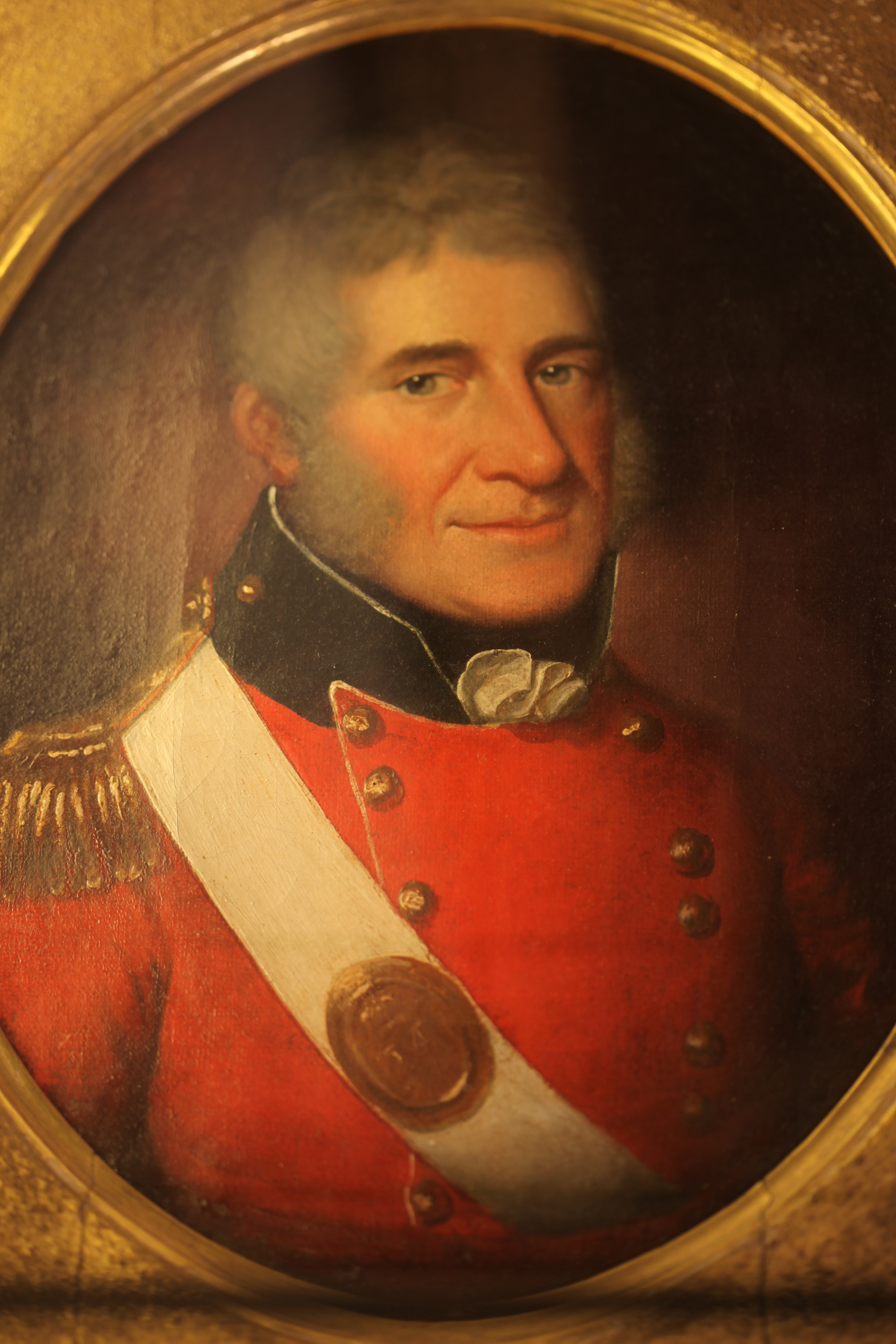
Frederick Haldimand, gouverneur de la province de Québec de 1777 à 1786.

Le 26 octobre 1774, le Premier Congrès continental fait parvenir une lettre aux Canadiens afin de les inviter à participer à une réunion prévue en mai 1775. Il souhaite les convaincre de se joindre à la révolution que les Treize colonies ont commencé. Cette lettre demeure sans réponse. En mai 1775, le Second Congrès continental envoie une autre lettre, en vain.
Dans la province de Québec, Jean-Olivier Briand publie un mandement le 22 mai 1775, dans lequel il rappelle aux Canadiens les avantages de l'Acte de Québec. Puis, le 9 juin, la loi martiale est décrétée dans la colonie. Le Conseil législatif ne siège plus.
Toujours en juin, le Congrès continental américain décide d'envahir la province. Une première expédition, sous le commandement de Richard Montgomery, quitte le fort Ticonderoga et assiège le fort Saint-Jean. Saint-Jean tombe en novembre 1775. Le 13 novembre, c'est Montréal qui capitule. Une deuxième expédition, commandée par Benedict Arnold, se dirige aux abords de la ville de Québec pour s'en emparer. Montgomery l'y rejoint en décembre.
Le 31 décembre 1775, les troupes de Richard Montgomery sont toutefois défaites à Québec par celles du gouverneur Carleton. Benedict Arnold et ses soldats se retirent et abandonnent finalement Montréal le 15 juin 1776. Carleton reprend la ville aussitôt. Il déloge ensuite l'armée continentale du fort Crown Point, vers lequel elle avait retraité. Après toutes ces actions, Carleton démissionne le 27 juin 1777.
C'est dans ce contexte que le 18 septembre 1777, Frederic Haldimand est nommé gouverneur en chef de la Province. Il n'arrive toutefois à Québec que le 26 juin 1778. Carleton demeure en fonction entre-temps. Dans ses instructions, les membres du prochain Conseil législatif sont nommés. Ce sont donc Hector Theophilus Cramahé, Peter Livius, Hugh Finlay, Thomas Dunn, James Cuthbert, Francis Lévesque, Edward Harrison, John Collins, Adam Mabane, Gaspard-Joseph Chaussegros de Léry, George Pownall, George Allsopp, Luc de La Corne Saint-Luc, Alexander Johnston, Conrad Gugy, François-Marie Picoté de Belestre, John Fraser, Henry Caldwell, John Drummond, William Grant, Paul-Roch de Saint-Ours, François Baby et Joseph-Dominique-Emmanuel Lemoyne de Longueuil.
Le mandat d'Haldimand, qui se déroule en pleine révolution américaine, est marqué par l'emprisonnement de nombreuses personnes qui ont critiqué l'administration ou qui ont émis des idées jugées séditieuses. Parmi ces personnes figurent Fleury Mesplet, Pierre du Calvet, Pierre de Sales Laterrière et Valentin Jautard.

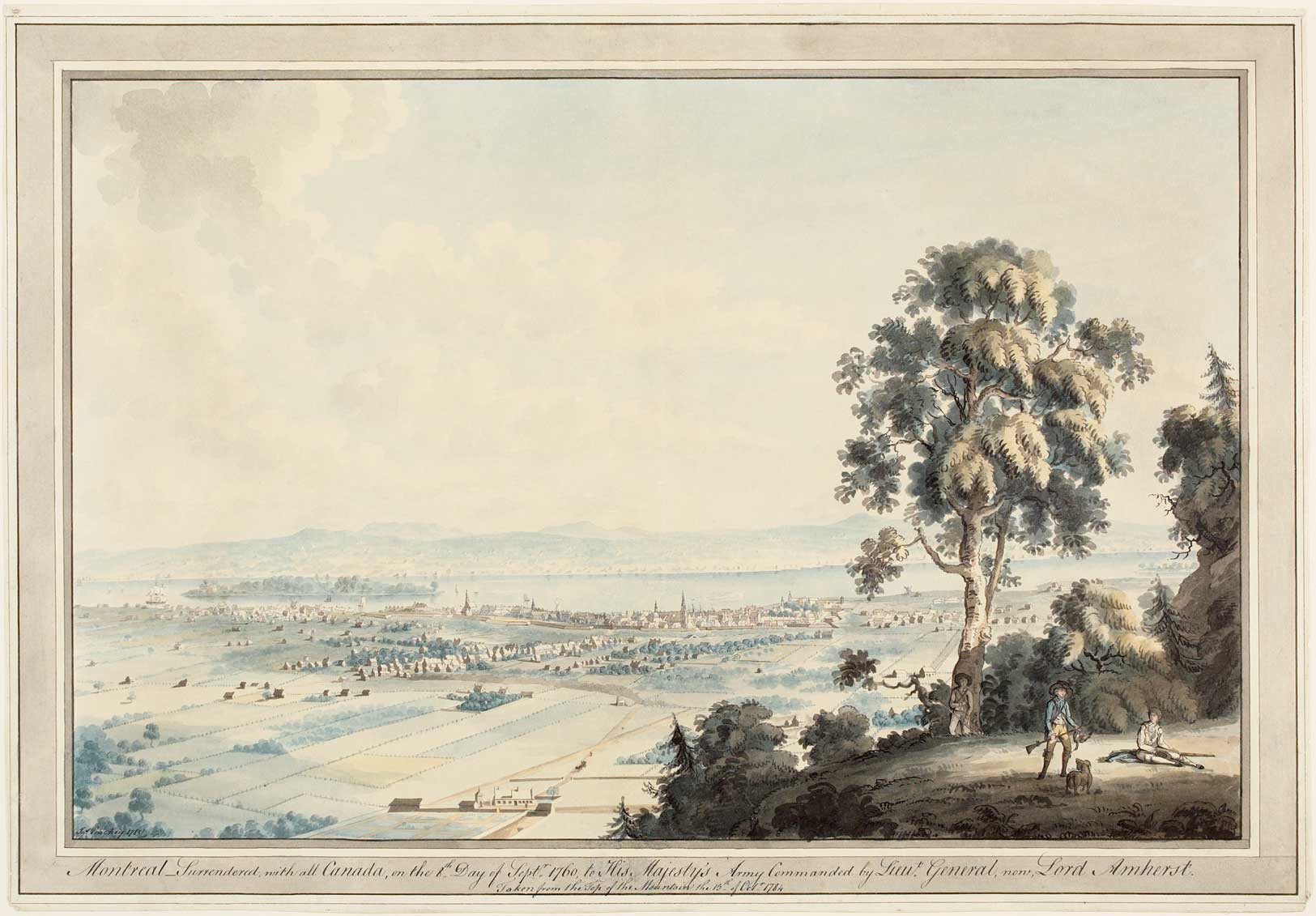
Montréal en 1784.

#### L'arrivée des loyalistes
Le traité de Paris est signé le 3 septembre 1783 mettant fin à la guerre entre la Grande-Bretagne et les Treize Colonies. Ce traité donne naissance aux États-Unis. Certains Anglo-Américains souhaitent cependant demeurer fidèles à la Couronne britannique et d’autres sont chassés de leurs terres par les révolutionnaires. Ils sont des milliers à venir s'établir dans la province de Québec. Ces loyalistes se fixent principalement dans les Cantons de l'Est, autour de la baie Missisquoi, à Montréal, à la baie des Chaleurs ou à l'ouest de l'Outaouais, dans la baie de Quinte (future Ontario).
Le gouverneur Frederick Haldimand gère tant bien que mal la délicate question de la concession des terres aux loyalistes dans une province administrée selon le régime seigneurial. Tout en leur venant en aide en raison de leur loyauté, il souhaite les éloigner de la frontière américaine et laisser la région des Cantons de l'Est inhabitée.

#### Le retour de Carleton, devenu lord Dorchester
Haldimand quitte la province pour demander son rappel en 1784. Le lieutenant-gouverneur Henry Hamilton administre la colonie en son absence. Londres nomme Guy Carleton, devenu lord Dorchester, gouverneur de la colonie. D'après les instructions que reçoit lord Dorchester en 1786, le Conseil législatif sera composé des membres suivants: Henry Hope, William Smith, Hugh Finlay, Thomas Dunn, Francis Lévesque, Edward Harrison, John Collins, Adam Mabane, Gaspard-Joseph Chaussegros de Léry, George Pownall, François-Marie Picoté de Belestre, John Fraser, Henry Caldwell, William Grant, Paul-Roch de Saint-Ours, François Baby, Joseph-Dominique-Emmanuel Le Moyne de Longueuil, Samuel Holland, George Davison, John Johnson, Charles-Louis de Lanaudière, René-Amable Boucher de Boucherville et Jean-Baptiste Le Comte Dupré.

Plusieurs voix s'élèvent pour réclamer une assemblée législative. Britanniques comme Canadiens envoient des pétitions en ce sens en Angleterre. En 1789, Londres prépare une nouvelle constitution pour sa colonie américaine. 

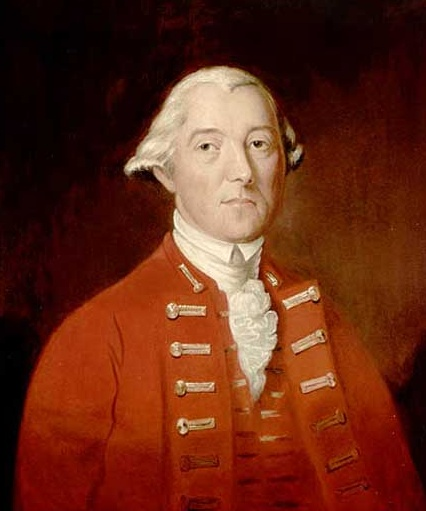
Guy Carleton, lieutenant-gouverneur de la province de Québec de 1766 à 1768, gouverneur de 1768 à 1777, puis en tant que lord Dorchester, de 1786 à 1796.

### L'Acte constitutionnel
En 1791, l'Acte constitutionnel (Constitutional Act 1791) divise la Province de Québec en deux : le Bas-Canada, majoritairement peuplé de francophones catholiques, et le Haut-Canada, avec une population presque entièrement anglophone et protestante.
Cette loi a été adoptée par le Parlement de Grande-Bretagne le 10 juin 1791 et est entrée en vigueur le 26 décembre 1791. En plus d'instaurer une assemblée législative élue dans chacune des nouvelles provinces, un Conseil législatif et un Conseil exécutif nommés par le gouverneur général, l'Acte constitutionnel maintient les lois et coutumes françaises garanties par l'Acte de Québec.
Lord Dorchester est nommé gouverneur général. Il se rend toutefois à Londres en août 1791 et ne sera de retour à Québec qu'en 1793. Il confie entre-temps l'administration du Bas-Canada au lieutenant-gouverneur Alured Clarke. C'est lui qui veille à l'entrée en vigueur de la constitution.
Les membres du premier Conseil législatif sous l'Acte constitutionnel sont : François Baby, René-Amable Boucher de Boucherville, Gaspard-Joseph Chaussegros de Léry, John Collins, Paul-Roch de Saint-Ours, Thomas Dunn, Hugh Finlay, John Fraser, Edward Harrison, Joseph-Dominique-Emmanuel Le Moyne de Longueuil, Adam Mabane, François-Marie Picoté de Belestre, George Pownall, William Smith et Charles-Louis Tarieu de Lanaudière. Les premières élections à la Chambre d'assemblée ont pour leur part lieu à l'été 1792.

## Administration

### Gouverneurs et lieutenant-gouverneurs de la Province de Québec
- James Murray (1764-1768)
- Guy Carleton (lieutenant-gouverneur, 1766-1768, gouverneur, 1768-1777)
- Sir Frederick Haldimand (1777-1786)
- Henry Hamilton administre la Province en 1784
- Henry Hope est nommé lieutenant-gouverneur en 1785
- Guy Carleton, 1er baron Dorchester (1786-1796)
- Alured Clarke est nommé lieutenant-gouverneur en 1790